# Ballymore
Ballymore (iriska: An Baile Mór) är en ort i republiken Irland.   Den ligger i grevskapet An Iarmhí och provinsen Leinster, i den centrala delen av landet, 100 km väster om huvudstaden Dublin. Ballymore ligger 74 meter över havet och antalet invånare är 433.
Terrängen runt Ballymore är platt. Runt Ballymore är det ganska glesbefolkat, med 22 invånare per kvadratkilometer. Närmaste större samhälle är Athlone, 19,1 km väster om Ballymore. Trakten runt Ballymore består i huvudsak av gräsmarker.